# 长干里

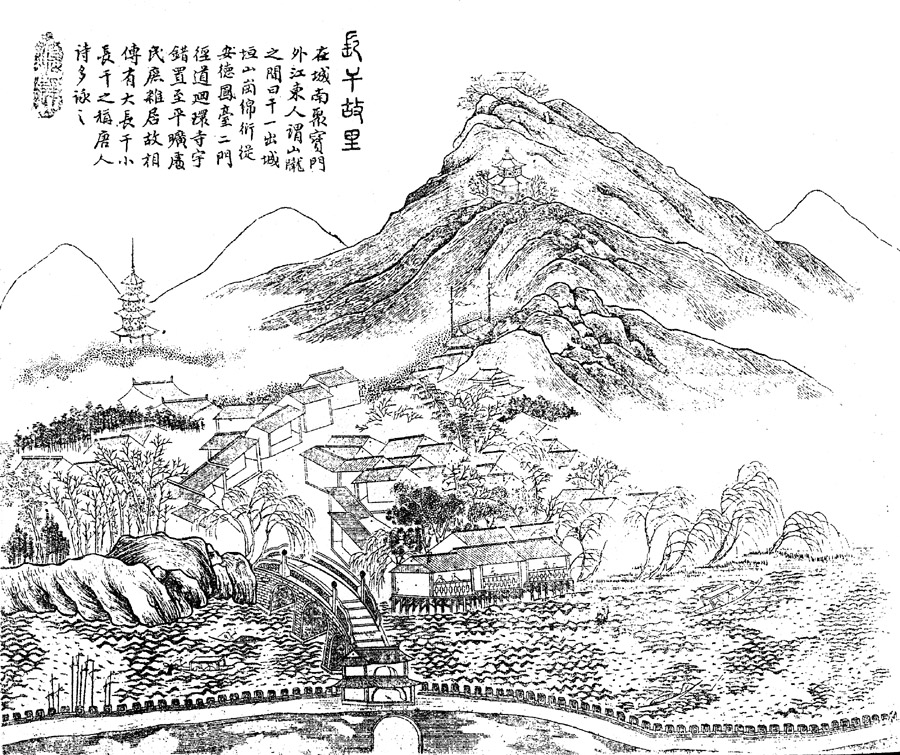
长干故里

长干里是南京市秦淮区的地名，位于秦淮河至雨花台一带。

## 名称
“长干里”中的“长干”指山间长条形的平地，“里”则是居民区的通名。狭义的长干里又称大长干，南抵雨花台，北近内秦淮河，西不越南玉带河，东不过大报恩寺。广义的长干里即长干，包括大长干和小长干，分别位于越城东西两侧，其中小长干本名长干巷。

## 历史

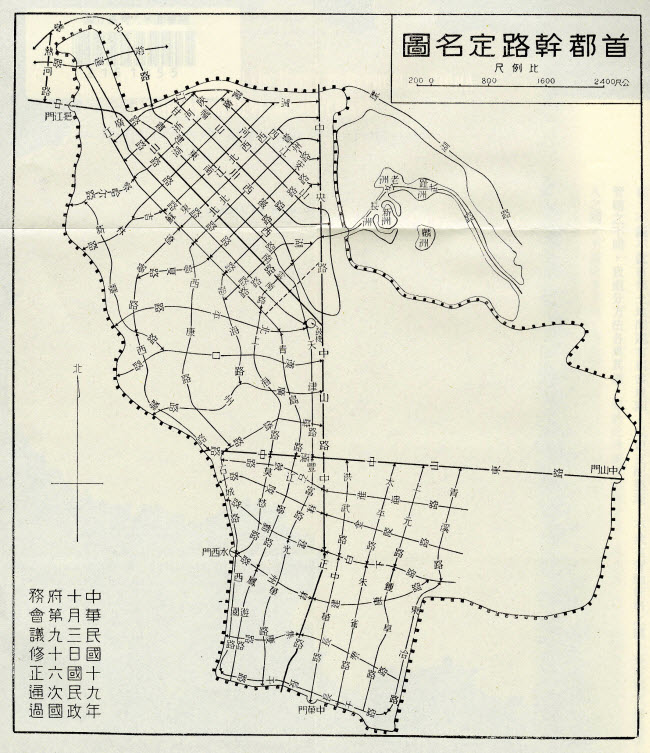
民国时曾规划“长干路”

春秋时期，范蠡在此建设越城，当时西临长江。六朝时人烟稠密，建长干寺。唐代李白作《长干行》，产生了“青梅竹马”的典故。明代在长干寺原址建大报恩寺，南侧立有“长干里”牌坊。清末时，米市成为商业特色。民国时首都计划曾规划长干路，但并未建成。2016年，秦淮区中华门街道合并西街社区、下码头社区、雨花路社区，成立长干里社区。